# Ліхтарна акула тонкохвоста
Ліхтарна акула тонкохвоста (Etmopterus molleri) — акула з роду Ліхтарна акула родини Ліхтарні акули. Інша назва «акула Моллера».

## Опис
Загальна довжина досягає 46 см. Голова довга. Морда коротка та широка. Рот широкий, зігнутий дугою. на верхній щелепі зуби мають 2-3 верхівки, на нижній щелепі — утворюють суцільний ряд та утворюють гостру крайку. У неї 5 пар коротких зябрових щілин. Тулуб стрункий, циліндричне, помірно щільне. шкіряна луска розташована правильними поздовжніми рядками. Має 2 спинних малих плавця з гострими шипами. Задній спинний плавець набагато більше за передній. Хвостове стебло подовжене, відносно тонке. Анальний плавець відсутній.
Забарвлення спини й боків сіро-коричневе, черево та нижня сторона голови чорного кольору. З боків присутня бліда поздовжна смуга. Над та позаду черевних плавців є чорні смуги. На ділянках шкіри чорного кольору є фотофтори, що світяться у темряві.

## Спосіб життя
Тримається на глибині від 238 до 655 см. Активна акула. Полює переважно біля дна (бентофаг), але інколи підіймається у середні шари води. Живиться дрібною костистою рибою, кальмарами, креветками, крабами.
Це яйцеживородна акула. Народжені акуленята мають 15 см завдовжки.

## Розповсюдження
Мешкає біля Нового Південного Вельсу та Квінсленду (Австралія), Нової Зеландії, Японії, Тайваню. Також є невеликий ареал в акваторії Мозамбіку.